# Risky Business - Fuori i vecchi... i figli ballano
Risky Business - Fuori i vecchi... i figli ballano (Risky Business) è un film del 1983 scritto e diretto da Paul Brickman.
La pellicola è una commedia pungente dai risvolti satirici, e che ha portato l'aspirante divo Tom Cruise alla notorietà. Il film ha come cointerpreti principali Rebecca De Mornay e Joe Pantoliano.

## Trama
Joel, diciottenne liceale, è in procinto di intraprendere gli studi universitari e si trova nella felice condizione di disporre della casa per la partenza dei suoi genitori per una lunga vacanza. Intrattenendosi con la giovane squillo Lana, decide di intraprendervi un'attività redditizia di meretricio, affiancato da altre ragazze, senza fare i conti con Guido, loro beffardo sfruttatore italo americano, il quale fa trovare l'abitazione vuota con la complicità della ragazza, intentando una restituzione del maltolto in cambio dei proventi. Saldato il conto, Joel riesce ad entrare in un'università e da una telefonata con una ravveduta Lana, si immagina che il ragazzo abbia intrapreso lo stesso ramo affaristico.

## Produzione
Il primo attore ad essere preso in considerazione per il ruolo di Joel fu Timothy Hutton, ma egli rifiutò la parte, forse perché interessato a comparire nel film Daniel dello stesso anno.
Tra gli attori che fecero audizioni per ottenere la parte c'erano anche Michael J. Fox, Tom Hanks e Nicolas Cage; la scelta cadde invece sull'allora ventenne Tom Cruise, reduce da una serie di film in cui aveva ottenuto ruoli secondari. Questo film segnò quindi il suo primo ruolo da protagonista.
Per renderlo somigliante il più possibile al personaggio, i produttori del film consigliarono all'attore di praticare particolari esercizi fisici, in modo da fargli assumere l'aria di un prestante studente agli ultimi anni di high school. Cruise s'impegnò a perdere i fatidici chili, allenandosi sette giorni a settimana.

### Riprese
Le riprese ebbero inizio il 7 luglio 1982 e si protrassero fino al settembre dello stesso anno. Le riprese vennero effettuate interamente negli Stati Uniti, tra le città di Chicago, Deerfield e Highland Park (Illinois). In quest'ultima sono stati filmati gli episodi più importanti del film, tra i quali le vicende ambientate nella casa di Joel.

## Colonna sonora
- Brano introduttivo da Tangram del gruppo avanguardista tedesco Tangerine Dream

## Riconoscimenti
- 1984 - Golden Globe
  - Candidatura al miglior attore in un film commedia o musicale (Tom Cruise)
- 1984 - WGA Award
  - Candidatura alla miglior commedia scritta direttamente per lo schermo (Paul Brickman)
- 2008 - TV Land Award
  - Candidatura alla sequenza di ballo in sala da pranzo in un film (per la canzone Old Time Rock and Roll di Bob Seger)